# 托爾高特島
托爾高特島（英語：Thorgaut Island）是南極洲的島嶼，位於麥克羅伯特森地，屬於羅賓遜島群的一部分，處於戴利角西北面13公里和安德爾森島以東7公里。
67°27′S 63°33′E / 67.450°S 63.550°E